# Govern de les Illes Balears 1987-1991
El Govern de les Illes Balears (aleshores Govern Balear) de la segona legislatura (1987-1991) fou un govern format per la coalició entre Aliança Popular i el Partit Liberal Balear, que guanyà les eleccions al Parlament de les Illes Balears de 1987, i Unió Mallorquina. Aquest darrer partit donà suport a Gabriel Cañellas com a cap de l'executiu, a canvi que el líder d'UM, Jeroni Albertí fos el president del parlament. Estigué en funcions des del 23 de juliol de 1987 fins al 6 de juliol de 1991.

## Composició
| President: Gabriel Cañellas i Fons (AP-PL) |

| Departament                               | Titulars                           |
| ----------------------------------------- | ---------------------------------- |
| Departament                               | 23 de juliol de 1987               |
| Vicepresident                             | Joan Huguet i Rotger (AP-PL)       |
| Adjunt a la Presidència                   | Francesc Gilet Girart (AP-PL)      |
| Economia i Hisenda                        | Alexandre Forcades Juan (AP-PL)    |
| Turisme                                   | Jaume Cladera Cladera (AP-PL)      |
| Cultura, Educació i Esports               | Maria Antònia Munar i Riutort (UM) |
| Treball i Transports                      | Pius Tur Mayans (AP-PL)            |
| Sanitat i Seguretat social                | Gabriel Oliver Capó (AP-PL)        |
| Funció Pública                            | Joan Simarro Marquès (AP-PL)       |
| Agricultura i Pesca                       | Pere Joan Morey Ballester (UM)     |
| Obres Públiques i Ordenació del Territori | Jeroni Saiz Gomila (AP-PL)         |
| Indústria i Comerç                        | Gaspar Oliver Mut (AP-PL)          |

També fou conseller, però sense cartera, Marià Matutes Riera.

## Estructura orgànica
L'estructura orgànica d'aquest segon govern autonòmic fou la següent:
- Presidència
- Director General de la Presidència: Fernando Lozano Hernando

- Conselleria Adjunta a la Presidència.
- Secretaria General Tècnica: Eduardo Vellibre Roca
- Direcció General d'Administració Territorial: José Francisco Vidal Salvà
- Direcció General de la Governació.
- Direcció General de Joventut: Sebastián Roig Monserrat

- Conselleria d'Economia i Hisenda.
- Director General d'Hisenda: José Antonio Pujadas Porquer
- Director General d'Economia: Joaquín Campuzano Casasayas / Andrés Font Jaume (des de 28 de juny de 1990)
- Director General de Pressuposts: Antonio Valdivieso Amengual / Jaume Matas i Palou (des del 13 d'abril de 1989)
- Secretari General Tècnic: Bartolomé Reus Beltran
- Tresorer General de la Comunitat Autònoma: Guillermo Alcover Aguiló / Antonio Valdivieso Amengual (des del 13 d'abril de 1989 fins 14 de juny de 1990) / Joaquín Campuzano Casasayas
- Interventor General de la Comunitat Autònoma: Jesús Larrainzar González (fins al 10 de setembre de 1987) / Antonio Rami Alós

- Conselleria de la Funció Pública.
- Director General de Personal: Francisco Javier Legorburu Azcoitia / Melchor Mairata Pons (des del 23 de juny de 1988)[5]
- Secretari General Tècnic: Joaquin Legaza Cotayna

- Conselleria d'Educació i Cultura.
- Secretari General Tècnic: Manuel Pérez Ramos (fins al 3 de setembre de 1987) / Miquel Nadal i Buades
- Director General de Cultura: Jaime Martorell Cerdà
- Director General d'Esports: Antoni Borràs Llabrés
- Director General d'Educació: Bartolomé Rotger Amengual (des del 14 de gener de 1988)[6]

- Conselleria d'Agricultura i Pesca.
- Director General d'Agricultura i Pesca: Miguel Àngel Borrás Llabrés (fins al 5 de novembre de 1987)[7]
  - Director General d'Estructures Agràries i Medi Natural: Miguel Àngel Borrás Llabrés
  - Director General de Producció i Indústries Agràries: Lorenzo Rigo Rigo
  - Director General de Pesca i Cultius Marins: Miguel Massuti Oliver
- Secretari General Tècnic: Domingo Ferrari Mesquida

- Conselleria de Sanitat i Seguretat Social.
- Director General de Sanitat: Mateo Sanguino Vidal
- Secretari General Tècnic: Antonio Barceló Brusotto
- Director General de Consum: Francisco Sancho Ripoll
- Director General d'Acció Social: Alfonso Ruiz Abellán[8]

- Conselleria d'Obres Públiques i Ordenació del Territori.
- Director General d'Urbanisme i Vivenda: Gabriel Ramis de Ayreflor y López-Pinto
- Director General d'Obres Públiques: Gabriel Le-Senne Blanes
- Director General de Medi Ambient: Catalina Enseñat Enseñat
- Secretari General Tècnic: José Maria Grau Montaner

- Conselleria de Turisme
- Secretari General Tècnic: Jaime Morey Morell / Jaime Mesquida Camps (des de 10 de setembre de 1987)[9]
- Director General d'Ordenació del Turisme: Antonio Tarragó Azcoaga (des de 10 de setembre de 1987)
- Director General de Promoció del Turisme: Eduard Gamero Mir

- Conselleria de Comerç i Indústria.
- Director General de Comerç: Francesc Truyols Salinas
- Director General d'Indústria: Luis Manuel Morano Ventayol
- Director General de Promoció Industrial: Lucas Tomás Munar (des de 24 de març de 1988)[10]
- Secretari General Tècnic: Bernardo Salvá Alloza / Juan Cánovas Salva (des del 31 de març de 1989)[11]

- Conselleria de Treball i Transports
- Secretària General Tècnica: Rosa Arregui Alava (fins al 9 de març de 1989)[12] / Francisco Javier Cubero Sánchez (des del 31 de març de 1989)
- Director General de Transports: Gabriel Martínez Martin